# FC Slovan Rosice
FC Slovan Rosice ist ein tschechischer Fußballverein aus der mährischen Stadt Rosice u Brna, in der Nähe von Brno.
Die Herrenmannschaft spielte nach dem Aufstieg aus der vierten Liga seit der Saison 2011/12 zwei Jahre in der dritthöchsten tschechischen Liga, der MSFL. In der Saison 2012/13 besiegte Rosice in der 2. Runde des tschechischen Pokals sensationell den Lokalrivalen und Erstligisten Zbrojovka Brno mit 2:1, schied dann allerdings im Achtelfinale gegen Slovan Liberec aus. In der Liga war dem Verein nicht so viel Erfolg beschieden: Am Ende der Saison 2012/13 folgte der Abstieg in die vierte Liga. Nach 7 Jahren Abstinenz folgte die Rückkehr in die dritte Liga zur Saison 2019/20.

## Saisonergebnisse
- 2010/11: 4. Liga – 1. Platz (Aufstieg)
- 2011/12: 3. Liga  – 14. Platz
- 2012/13: 3. Liga  – 16. Platz (Abstieg)
- 2013/14: 4. Liga – 2. Platz
- 2014/15: 4. Liga – 8. Platz
- 2015/16: 4. Liga – 6. Platz
- 2016/17: 4. Liga – 3. Platz
- 2017/18: 4. Liga – 2. Platz
- 2018/19: 4. Liga – 2. Platz (Aufstieg)
- 2019/20: 3. Liga  -

## Bekannte ehemalige Spieler
- Petr Kocman
- Milan Pacanda